# Рясненська сільська рада (Кам'янецький район)
52°25′3″ пн. ш. 23°23′10″ сх. д. / 52.41750° пн. ш. 23.38611° сх. д.
Ря́сненська сільська́ ра́да (біл. Ра́сьненскі сельсавет) — адміністративно-територіальна одиниця у складі Кам'янецького району, Берестейської області Білорусі. Адміністративний центр сільської ради — агромістечко Рясна.

## Географія
Рясненська сільська рада розташована на крайньому південному заході Білорусі, на заході Берестейської області та заході Кам'янецького району, на північний захід від обласного та захід від районного центрів. На півдні вона межує із Огородницькою сільською та Високівською міською радами, на сході — із Ратайчицькою та Біловезькою, на північному сході та півночі — із Верховицькою сільськими радами, на заході та північному заході — із Підляським воєводством (Польща).
Великих озер на території Рясненської сільської ради немає. Найбільша річка Пульва (54 км), права притока Західного Бугу Західного Бугу, тече із північного заходу на південний схід і на південь.
Найвища точка сільської ради становить 192,2 м над рівнем моря і розташована за 1,5 км на північ від околиці населеного пункту Суходіл.
Територією сільради із півдня на північ проходить республіканські автомобільний шлях Р16, за маршрутом: Берестя — Високе — Пограничне, а з заходу на схід автомобільний шлях Р102, за маршрутом: Високе — Кобринь. Найближча залізнична станція — «Високо-Литовськ» у селі Оберовщина.

## Історія
Сільська рада була утворена в 1944 році у складі Високівського району Брестської області (БРСР), яка була утворена 1939 року. 17 квітня 1962 року, сільрада ввійшла до складу Кам'янецького району, після ліквідації Високівського району.

## Склад
До складу Рясненської сільської ради входить 15 населених пунктів, із них 1 агромістечко та 14 сіл.
| Населений пункт | Статус       | Населення осіб (2009) | Координати                                                            |
| --------------- | ------------ | --------------------- | --------------------------------------------------------------------- |
| Рясна           | агромістечко | 848                   | 52°23′29″ пн. ш. 23°24′55″ сх. д. / 52.39139° пн. ш. 23.41528° сх. д. |
| Бордівка        | село         | 55                    | 52°23′6″ пн. ш. 23°19′26″ сх. д. / 52.38500° пн. ш. 23.32389° сх. д.  |
| Верхи           | село         | 103                   | 52°23′6″ пн. ш. 23°26′39″ сх. д. / 52.38500° пн. ш. 23.44417° сх. д.  |
| Вовковичі       | село         | 118                   | 52°25′8″ пн. ш. 23°23′12″ сх. д. / 52.41889° пн. ш. 23.38667° сх. д.  |
| Заболоття       | село         | 12                    | 52°21′55″ пн. ш. 23°28′26″ сх. д. / 52.36528° пн. ш. 23.47389° сх. д. |
| Лісок           | село         | 63                    | 52°25′5″ пн. ш. 23°25′20″ сх. д. / 52.41806° пн. ш. 23.42222° сх. д.  |
| Лумна           | село         | 123                   | 52°24′7″ пн. ш. 23°19′29″ сх. д. / 52.40194° пн. ш. 23.32472° сх. д.  |
| Микшиці         | село         | 54                    | 52°23′2″ пн. ш. 23°23′48″ сх. д. / 52.38389° пн. ш. 23.39667° сх. д.  |
| Оберовщина      | село         | 961                   | 52°24′6″ пн. ш. 23°23′5″ сх. д. / 52.40167° пн. ш. 23.38472° сх. д.   |
| Піщатка         | село         | 18                    | 52°28′17″ пн. ш. 23°22′26″ сх. д. / 52.47139° пн. ш. 23.37389° сх. д. |
| Пограничне      | село         | 453                   | 52°27′12″ пн. ш. 23°22′16″ сх. д. / 52.45333° пн. ш. 23.37111° сх. д. |
| Суходіл         | село         | 68                    | 52°27′0″ пн. ш. 23°24′0″ сх. д. / 52.45000° пн. ш. 23.40000° сх. д.   |
| Тумин           | село         | 58                    | 52°25′5″ пн. ш. 23°20′57″ сх. д. / 52.41806° пн. ш. 23.34917° сх. д.  |
| Чепелі          | село         | 48                    | 52°24′14″ пн. ш. 23°26′42″ сх. д. / 52.40389° пн. ш. 23.44500° сх. д. |
| Черневе         | село         | 3                     | 52°22′9″ пн. ш. 23°27′49″ сх. д. / 52.36917° пн. ш. 23.46361° сх. д.  |

## Населення
За переписом населення Білорусі 2009 року чисельність населення сільської ради становила 2985 осіб.

### Національність
Розподіл населення за рідною національністю за даними перепису 2009 року:
| Національність                | Осіб | Відсоток |
| ----------------------------- | ---- | -------- |
| білоруси                      | 2454 | 82,21 %  |
| українці                      | 253  | 8,48 %   |
| росіяни                       | 226  | 7,57 %   |
| поляки                        | 17   | 0,57 %   |
| німці                         | 9    | 0,30 %   |
| татари                        | 4    | 0,13 %   |
| азербайджанці                 | 3    | 0,10 %   |
| національність не повідомлена | 3    | 0,10 %   |
| національність не вказана     | 3    | 0,10 %   |
| вірмени                       | 2    | 0,07 %   |
| узбеки                        | 2    | 0,07 %   |
| латиші                        | 2    | 0,07 %   |
| казахи                        | 2    | 0,07 %   |
| цигани                        | 1    | 0,03 %   |
| молдовани                     | 1    | 0,03 %   |
| удмурти                       | 1    | 0,03 %   |
| марійці                       | 1    | 0,03 %   |
| дві та більше національності  | 1    | 0,03 %   |
| Разом                         | 2985 | 100 %    |